# Mamuju
Mamuju je hlavní městem indonéské provincie Západní Sulawesi a regentství Mamuju. Nachází se na pobřeží Makassarského průlivu.

## Geografie
Město Mamuju se nachází ve stejnojmenném distriktu Mamuju. Hlavním městem distriktu je ale město Binanga.
Města Mamuju se nachází na západním pobřeží ostrova Sulawesi mezi městy Palu a Makasar, na jižním konci Mamujunského zálivu. Před městem v moři se nachází ostrov Karampuang. Mezi ostrovem a městem je v moři velký útes. Centrum města se nachází mezi ústím dvou řek, Caremy a Mamuju. Oblast je bohatá na kopce a lesy. Region je známý pro svou vysokou přírodní radioaktivitu v důsledku přítomnosti uranových minerálů. Zatížení může být až 2 800 nanosievertů za hodinu a je nejvyšší v celé Indonésii.

## Obyvatelé
V roce 2015 mělo město Mamuju měl 65 954 obyvatel. V roce roku 2010 jich bylo 55 105.
V Regionu žijí lidé národa Mandar, kterých je  ve městě většina. Tam jsou tradiční rybáři, námořníci a obchodníci. Menšiny jsou Bugisové, Torajavové, Makassarekané a Javánci.
Muslimové tvoří zřetelnou většinu. Ve městě žijí také křesťané, kteří také mají své vlastní kostely a malé skupiny buddhistů a hinduistů.

## Historie

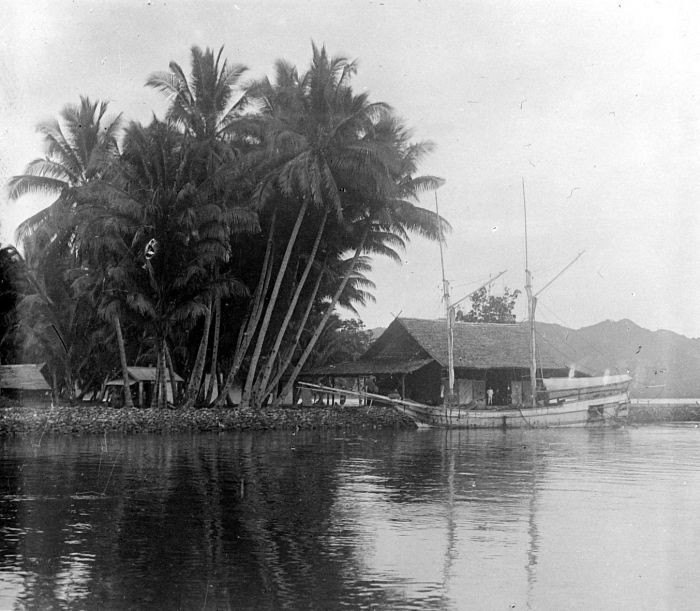
Přistávací molo v Mamuju v koloniálním období

Jako datum založení města se udává 14. červenec 1540. K tomuto datu mělo být založeno Království Mamuju. V roce 1540 byly spojeny bohaté kmeny Kurri-Kurri, Langgamonar a Managallang. Datum 14. července bylo vybráno proto, že čtrnáct je dvojnásobek sedmi a červenec je sedmý měsíc v roce bylo  vybráno jako  vzhledem ke kulturnímu významu sedmičky v Mamuju.
Portugalci využívali Mamuju jako zastávku na svých obchodních cestách.

## Hospodářství a doprava
Kód IATA 30 kilometrů od centra města vzdáleného letiště Mamuju’s Ahmad Kirang Airports v Tampě Padang je MJU. Z aerolinek do Mamuju mimo jiné létá Wings Air. Severozápadně od města se nachází přístav pro trajekty.
Z okolí Mamují je provozování zemědělství se pěstuje se chlebovník, rambutan, durian, rýže a banány.